# Hemilamprops bigibbus
Hemilamprops bigibbus is een zeekommasoort uit de familie van de Lampropidae. De wetenschappelijke naam van de soort is voor het eerst geldig gepubliceerd in 1974 door Gamo.